# Priekuļi
Priekuļi es la capital del municipio homónimo de la región letona de Vidzeme, con una población a fecha de 1 de enero de 2018 era de 7719 habitantes.
Se encuentra ubicada al noreste del país, al este de Riga y de la costa del golfo de Riga (mar Báltico) y al sur de la frontera con Estonia.